# Калинков, Георгий Иванович
Георгий Иванович Калинков (болг. Георги Иванов Калинков; 6  августа 1860,
Твардица, Российская империя (ныне Тараклийский район Молдова) — 8 апреля 1926, София, Третье Болгарское царство) — болгарский политический и государственный деятель, мэр (кмет) города София (1918—1920), юрист, адвокат, судья, дипломат. Доктор права.

## Биография
БессарабскиЙ болгарин. Окончил среднюю школу в Кишиневе, затем юридический факультет императорского Новороссийского университета. Защитил докторскую диссертацию в Брюсселе. В конце XIX века поселился в Софии, где работал юристом.
Является одним из основателей Демократической партии Болгарии, был председателем её столичной организации. Член Совета национальной безопасности Болгарии.
С 1911 по 1913 год работал полномочным послом Болгарии в Румынии в ранге министра. Несколько раз избирался муниципальным советником столицы. В период 12 августа 1918 — 5 сентября 1920 — городской голова (кмет) города София. Возглавлял городское хозяйство столицы в один из самых сложных периодов в истории Софии по окончании Первой мировой войны.
Умер в Софии 8 апреля 1926 г.